# 牛久保駅
牛久保駅（うしくぼえき）は、愛知県豊川市牛久保町城跡にある、東海旅客鉄道（JR東海）飯田線の駅である。駅番号はCD04。

## 概要
牛久保駅は、豊橋駅（愛知県）と辰野駅（長野県）を結ぶ飯田線の中間駅（途中駅）の一つであり、豊川市南部に当たる牛久保地区に位置する。1日あたり約800人の乗車客数があり、2023年3月17日までは飯田線では少数派の有人駅であった。
1897年（明治30年）に、豊川鉄道と言う私鉄の駅として開業したのを始まりとする。1943年（昭和18年）の国有化を経て、1987年（昭和62年）からJR東海運営に移行している。
IC乗車券サービス対応駅の1つであり、「TOICA」や相互利用が可能なその他ICカードの利用が可能である。

## 歴史
当駅を開設した豊川鉄道は、現在のJR飯田線南部分に当たる豊橋 - 大海間を運営していた私鉄である。1897年7月、同鉄道線豊橋 - 豊川間開通時に、当時唯一の途中駅として開設された。
1943年8月、豊川鉄道線は買収・国有化され国鉄飯田線が成立する。これ伴い当駅も国鉄の駅となった。1971年（昭和46年）には開業時からの貨物取扱が廃止されて旅客駅となり、そのまま1987年4月の国鉄分割民営化を迎えてJR東海に継承されている。

### 年表
- 1897年（明治30年）7月15日：豊川鉄道の駅として開設[2][3]。旅客・貨物取扱を行う一般駅であった[3]。
- 1943年（昭和18年）
  - 8月1日：国有化、国鉄飯田線の駅となる[2][3]。
  - 8月：軍需工場で勤務する工員の乗降が増加したため、新たな駅舎( - 2023年)に改築[4]。
- 1971年（昭和46年）12月1日：貨物及び荷物扱を廃止[3]。
- 1987年（昭和62年）4月1日：国鉄分割民営化に伴い、東海旅客鉄道（JR東海）の駅となる[5]。
- 1995年（平成7年）9月1日：東海交通事業への業務委託駅となる[6]。
- 2010年（平成22年）3月13日：ICカード「TOICA」の利用が可能となる[7]。
- 2018年（平成30年）3月：駅ナンバリング導入、使用開始。当駅には「CD04」が与えられた[8]。
- 2023年（令和5年）
  - 3月17日：JR全線きっぷうりばの営業終了。
  - 3月18日：現駅舎に改築。お客様サポートサービス使用開始に伴い終日無人駅化[9]。

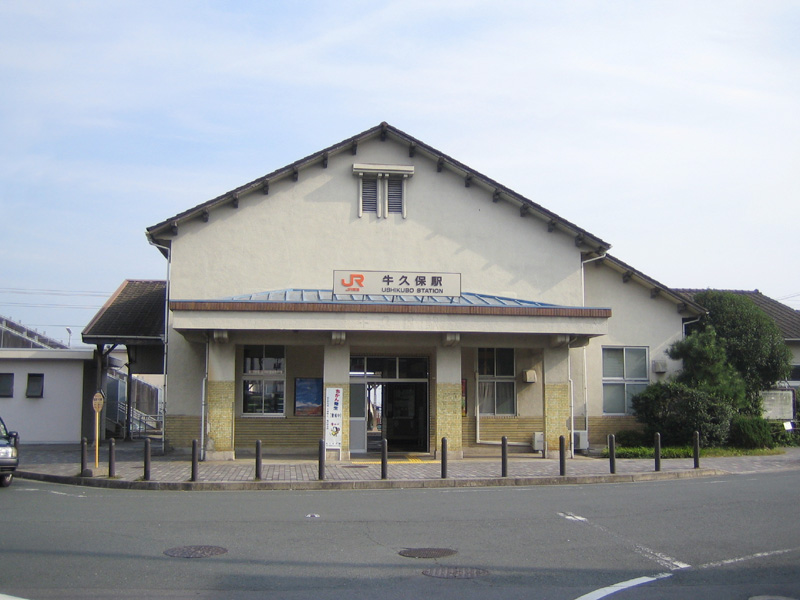
旧駅舎（2005年9月）

## 駅構造
相対式ホーム2面2線を有する地上駅である。北側が1番線、南側が2番線である。また、2番線からホームを挟んで反対側（南側）の場所に、上下列車対応3番線（待避線）があった
が、2018年4月現在、下り方面設備は撤去されている。撤去に伴って3番線下り方面の安全側線も撤去された。
1番線（下りホーム）に駅舎があり、上下ホームは跨線橋で接続する。お客様サポートサービスに対応した無人駅（豊川駅管理）にもかかわらず、通常の自動改札機は設置されておらず、TOICA用のカードリーダーの稼働にとどまる。
| 番線 | 路線      | 方向 | 行先           |
| ---- | --------- | ---- | -------------- |
| 1    | CD 飯田線 | 下り | 豊川・飯田方面 |
| 2    | CD 飯田線 | 上り | 豊橋方面       |

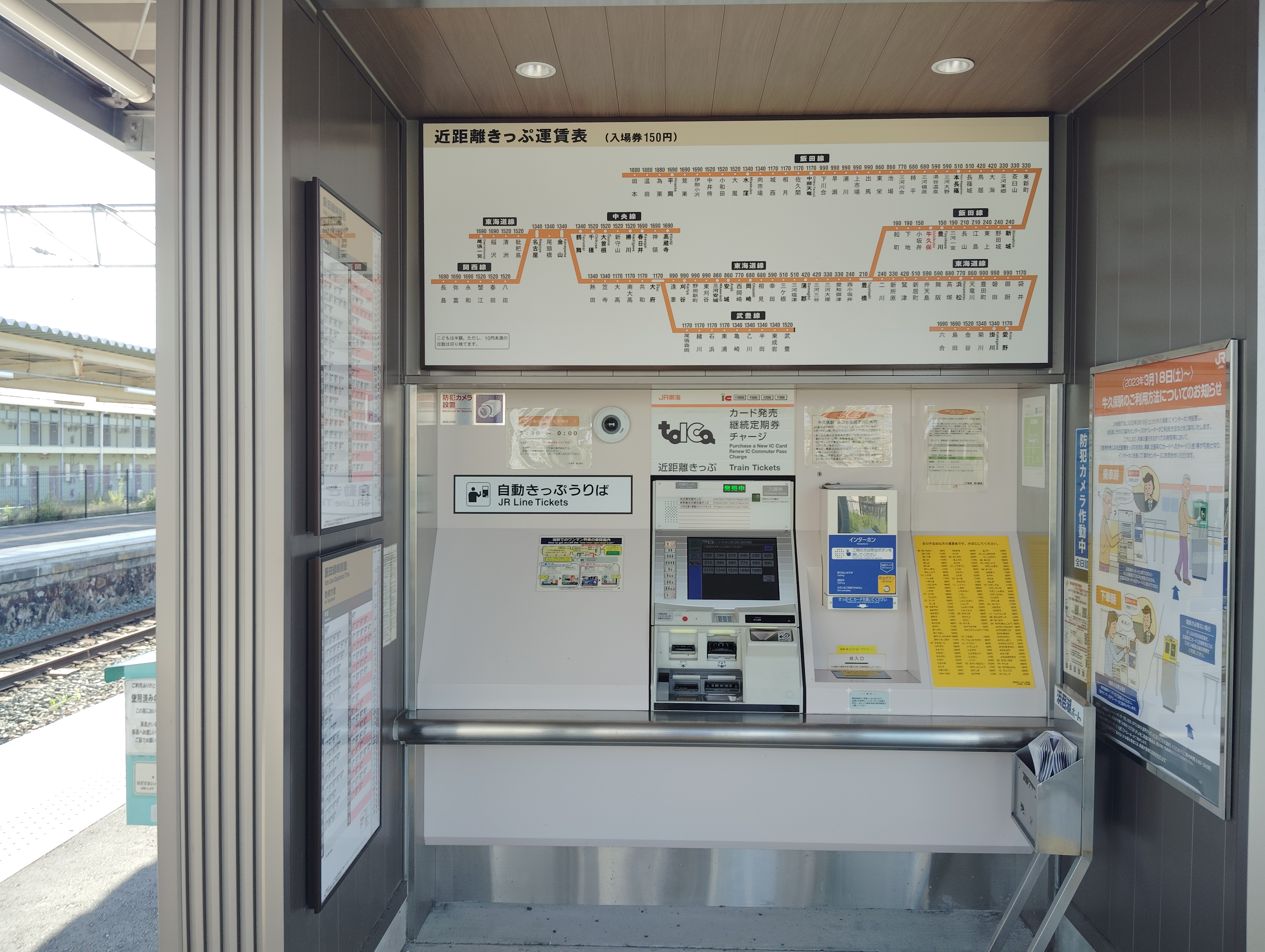
切符売り場（2024年10月）
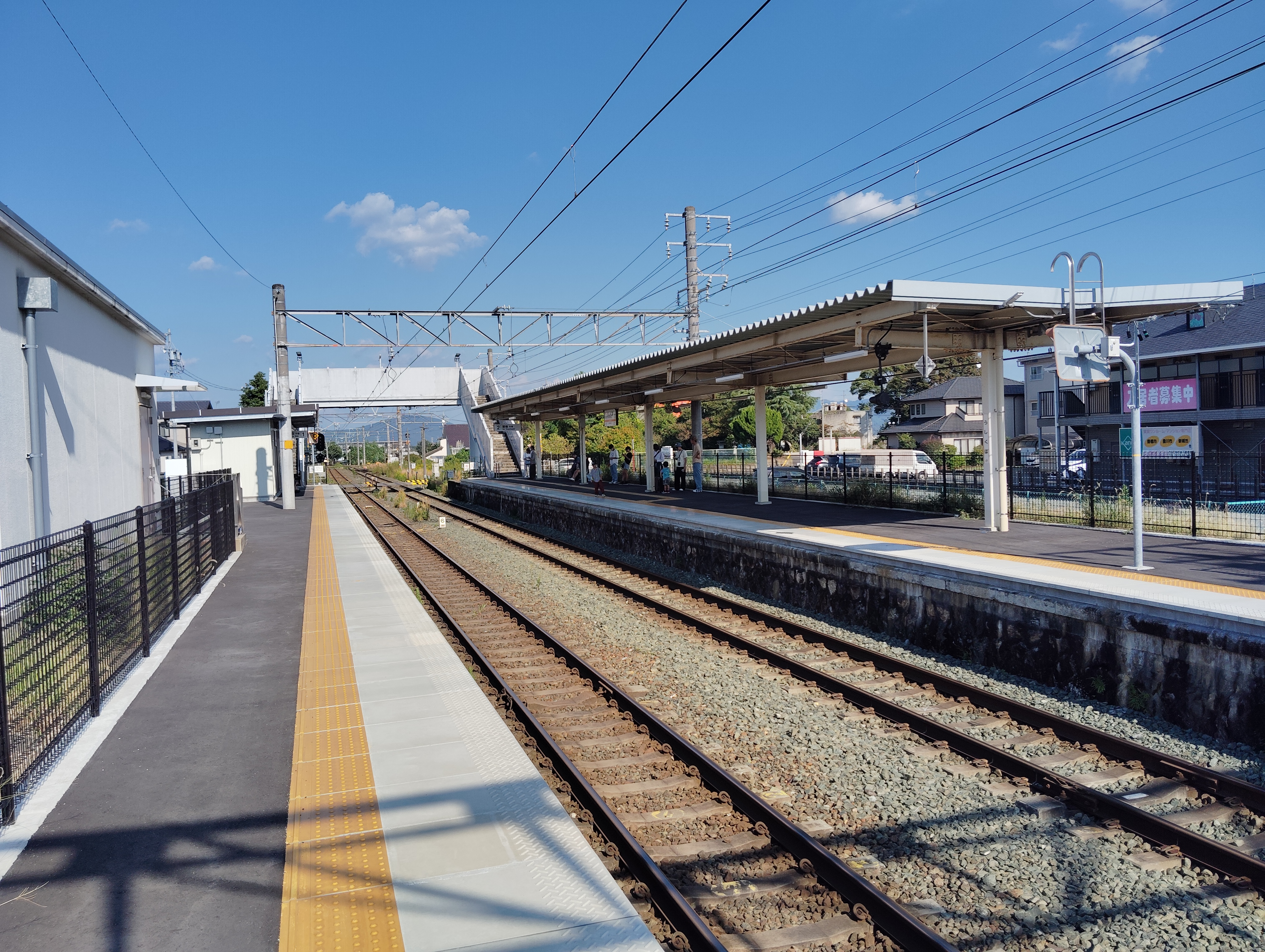
ホーム（2024年10月）
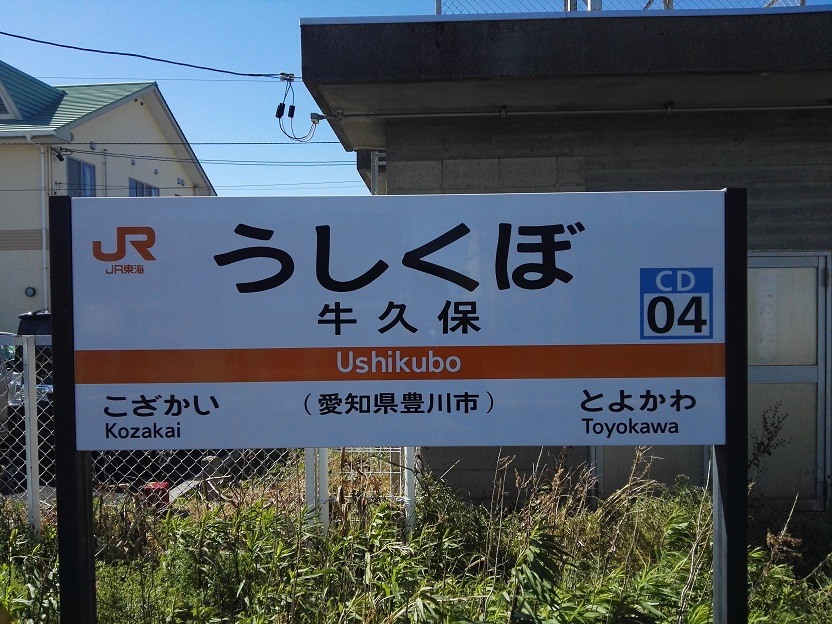
駅名標（2019年4月）

## 利用状況

### 旅客
2017年度の乗車人員は合計32万0022人で、1日当たり877人であった。
1950年度 - 2010年度までの1日平均の乗車人員は、以下の通りに推移している。1950年度以降1日平均2,000人台を保ち、1966年度には1日平均2,570人の最大値を記録するが、1969年度以降は2,000人を割込むまでに減少した。その後も利用客は減少し続けたため1984年度以降は1,000人をも下回っている。
| 1日平均の乗車人員の推移 | 1日平均の乗車人員の推移 | 1日平均の乗車人員の推移 |
| 年度                    | 乗車人員                | 出典                    |
| ----------------------- | ----------------------- | ----------------------- |
| 1950年度                | 2,284人                 | [ 16 ]                  |
| 1951年度                | 2,429人                 | [ 17 ]                  |
| 1952年度                | 2,377人                 | [ 18 ]                  |
| 1953年度                | 2,428人                 | [ 19 ]                  |
| 1954年度                | 2,404人                 | [ 20 ]                  |
| 1955年度                | 2,375人                 | [ 21 ]                  |
| 1956年度                | 2,438人                 | [ 22 ]                  |
| 1957年度                | 2,300人                 | [ 23 ]                  |
| 1958年度                | 2,224人                 | [ 24 ]                  |
| 1959年度                | 2,311人                 | [ 25 ]                  |
| 1960年度                | 2,406人                 | [ 26 ]                  |
| 1961年度                | 2,419人                 | [ 27 ]                  |
| 1962年度                | 2,372人                 | [ 28 ]                  |
| 1963年度                | 2,501人                 | [ 29 ]                  |
| 1964年度                | 2,411人                 | [ 30 ]                  |
| 1965年度                | 2,499人                 | [ 31 ]                  |
| 1966年度                | 2,570人                 | [ 32 ]                  |
| 1967年度                | 2,354人                 | [ 33 ]                  |
| 1968年度                | 2,192人                 | [ 34 ]                  |
| 1969年度                | 1,974人                 | [ 35 ]                  |
| 1970年度                | 1,879人                 | [ 36 ]                  |
| 1971年度                | 1,711人                 | [ 37 ]                  |
| 1972年度                | 1,618人                 | [ 38 ]                  |
| 1973年度                | 1,576人                 | [ 39 ]                  |
| 1974年度                | 1,576人                 | [ 40 ]                  |
| 1975年度                | 1,513人                 | [ 41 ]                  |
| 1976年度                | 1,387人                 | [ 42 ]                  |
| 1977年度                | 1,307人                 | [ 43 ]                  |
| 1978年度                | 1,183人                 | [ 44 ]                  |
| 1979年度                | 1,120人                 | [ 45 ]                  |
| 1980年度                | 1,100人                 | [ 46 ]                  |
| 1981年度                | 1,045人                 | [ 47 ]                  |
| 1982年度                | 1,124人                 | [ 48 ]                  |
| 1983年度                | 1,041人                 | [ 49 ]                  |
| 1984年度                | 943人                   | [ 50 ]                  |
| 1985年度                | 843人                   | [ 51 ]                  |
| 1986年度                | 809人                   | [ 52 ]                  |
| 1987年度                | 831人                   | [ 53 ]                  |
| 1988年度                | 910人                   | [ 54 ]                  |
| 1989年度                | 914人                   | [ 55 ]                  |
| 1990年度                | 890人                   | [ 56 ]                  |
| 1991年度                | 908人                   | [ 57 ]                  |
| 1992年度                | 900人                   | [ 58 ]                  |
| 1993年度                | 981人                   | [ 59 ]                  |
| 1994年度                | 995人                   | [ 60 ]                  |
| 1995年度                | 998人                   | [ 61 ]                  |
| 1996年度                | 989人                   | [ 62 ]                  |
| 1997年度                | 960人                   | [ 63 ] [ 64 ]           |
| 1998年度                | 916人                   | [ 65 ] [ 64 ]           |
| 1999年度                | 927人                   | [ 66 ] [ 64 ]           |
| 2000年度                | 919人                   | [ 64 ]                  |
| 2001年度                | 924人                   | [ 64 ]                  |
| 2002年度                | 896人                   | [ 67 ]                  |
| 2003年度                | 915人                   | [ 67 ]                  |
| 2004年度                | 878人                   | [ 67 ]                  |
| 2005年度                | 840人                   | [ 67 ]                  |
| 2006年度                | 808人                   | [ 67 ]                  |
| 2007年度                | 865人                   | [ 67 ]                  |
| 2008年度                | 865人                   | [ 68 ]                  |
| 2009年度                | 830人                   | [ 68 ]                  |
| 2010年度                | 799人                   | [ 68 ]                  |
| 2011年度                | 815人                   | [ 69 ]                  |
| 2012年度                | 801人                   | [ 69 ]                  |
| 2013年度                | 799人                   | [ 70 ]                  |
| 2014年度                | 790人                   | [ 70 ]                  |
| 2015年度                | 854人                   | [ 70 ]                  |
| 2016年度                | 877人                   | [ 15 ]                  |
| 2017年度                | 877人                   | [ 15 ]                  |

### 貨物
1950年度から、取扱が一時廃止された1971年度までの貨物取扱量（発送・到着トン数）は以下の通り。
| 貨物取扱量の推移              | 貨物取扱量の推移 | 貨物取扱量の推移 |
| 年度                          | 発送             | 到着             |
| ----------------------------- | ---------------- | ---------------- |
| 1950年度                      | 7,956t           | 3,628t           |
| 1951年度                      | 5,236t           | 3,640t           |
| 1952年度                      | 3,483t           | 4,030t           |
| 1953年度                      | 4,229t           | 5,844t           |
| 1954年度                      | 4,546t           | 6,199t           |
| 1955年度                      | 4,474t           | 5,852t           |
| 1956年度                      | 4,229t           | 6,852t           |
| 1957年度                      | 3,774t           | 4,498t           |
| 1958年度                      | 3,823t           | 4,508t           |
| 1959年度                      | 5,705t           | 5,198t           |
| 1960年度                      | 8,737t           | 7,039t           |
| 1961年度                      | 10,980t          | 7,096t           |
| 1962年度                      | 6,656t           | 7,712t           |
| 1963年度                      | 10,001t          | 7,075t           |
| 1964年度                      | 5,054t           | 6,260t           |
| 1965年度                      | 3,779t           | 3,264t           |
| 1966年度                      | 1,966t           | 3,263t           |
| 1967年度                      | 8,994t           | 2,782t           |
| 1968年度                      | 21,008t          | 3,040t           |
| 1969年度                      | 17,823t          | 2,825t           |
| 1970年度                      | 18,186t          | 2,742t           |
| 1971年度                      | 9,260t           | 1,263t           |
| ※出典は乗車人員の推移に同じ。 |                  |                  |

## 停車列車
普通列車は、豊橋行上り列車・豊川方面行下り列車共に1時間当たり概ね3・4本（ラッシュ時はそれ以上）設定されている。また、上りのみに1日2本ある快速列車も停車する。一方、飯田線で運行される特急「伊那路」は通過。

## 駅周辺
- 牛久保城址
- 牛久保のナギ
- 大聖寺（今川義元の胴塚と一色時家の墓所がある）
- 長谷寺（山本勘助の遺髪塚と持仏摩利支天が有る）
- 豊川市立牛久保小学校
- うしくぼ児童館
- 牛久保商店街（常盤通 = 愛知県道495号宿谷川線）
- 牛久保駅通
- 愛知県道400号豊橋豊川線（南大通）
- 国道151号
- 豊鉄バス豊川線・新豊線（新城営業所）牛久保バス停・牛久保南バス停
- メガワールド豊川本店
- ファミリーマート豊川城下店
- アプレシオ豊川店
- ヤマダデンキテックランド豊川店
- AOKI豊川城下店
- エディオン豊川店
- ホームファッションニトリ豊川店
- クロスモール豊川（複合商業施設）
  - フィットハウス豊川店
  - スギドラッグクロスモール豊川店
  - ジョーシン豊川店
  - DCM豊川正岡店
- 豊川コロナワールド（映画館・アミューズメントほか）
- ホテルスパランドウィズ
- ケーズデンキ豊川店

## 隣の駅
東海旅客鉄道（JR東海）
CD 飯田線
■快速（上りのみ運転）・■普通
小坂井駅 (CD03) - 牛久保駅 (CD04) - 豊川駅 (CD05)